# اقنی قغران
اقنی قغران (به عربی: أقني قغران) یک شهرداری در الجزایر است که در استان تیزی وزو واقع شده‌است.